# Pfalz D.X
Die Pfalz D.X war der Prototyp eines Hochdecker-Jagdflugzeugs, das Ende des Ersten Weltkriegs von den Pfalz-Flugzeugwerken gebaut wurde.

## Geschichte
Die D.X war ein Hochdecker – damals als Parasol bezeichnet – mit einem 160 PS starken Umlaufmotor Siemens & Halske Sh.III, der einen vierblättrigen Propeller antrieb. Es wurde nur ein D.X-Prototyp gebaut, der etwa Mitte 1918 seinen ersten Flug absolvierte. Anschließend nahm er im Juni/Juli 1918 am zweiten Vergleichsfliegen für D-Flugzeuge in Berlin-Adlershof teil. Dort wurde er am 11. Juli von Marine Vize-Flugmeister Heinrich probegeflogen, der ihm eine verheerende Beurteilung ausstellte: Der Pfalz Parasol sei „völlig unnütz und im Kurvenflug muss man mit dem Steuerknüppel ringen.“ Nach der Erinnerung des Pfalz-Einflugpiloten Otto Augst soll das Flugzeug während des Wettbewerbs verunfallt sein, doch existieren darüber keine Aufzeichnungen. Laut dem Wettbewerbsbericht der Idflieg vom Juli 1918 sollte die D.X nachfolgend mit einer freitragenden Tragfläche ohne Abstrebungen ausgerüstet werden, doch letztendlich ging das Flugzeug nicht in Produktion. Die ILÜK (Interalliierte Luftfahrt-Überwachungs-Kommission) erfuhr erstmals von der D.X nach einer Inspektion in Adlershof.